# Cathkin Park (1872-1903)
Cathkin Park était un terrain de football dans la région de Crosshill à Glasgow, en Écosse. C'était le terrain d'origine de Third Lanark depuis sa fondation en 1872 jusqu'à son déménagement à New Cathkin Park en 1903. Il a également accueilli des matchs de finale de la Coupe d'Écosse et de l'équipe nationale d'Écosse.

## Historique
Third Lanark a été fondé en 1872 par des membres du Third Lanarkshire Rifle Volunteers et a commencé à jouer sur un terrain faisant partie d'un champ de forage pour le régiment. Au fur et à mesure que le stade se développait, une tribune a été construite du côté ouest du terrain, un pavillon dans le coin nord-ouest, des sièges ouverts sur les côtés nord et est du terrain et des remblais à l'extrémité sud. Le terrain était considéré comme assez bon pour accueillir la finale de la Coupe d'Écosse de 1882, y compris le match rejoué, avec 14 000 spectateurs pour regarder le Queen's Park battre Dumbarton 4-1. Il a également été choisi comme lieu de la finale de 1884, bien que le match n'ait pas eu lieu car Vale of Leven n'avait pas assez de joueurs disponibles, et a été utilisé à nouveau pour la finale de 1886. En 1884, il a accueilli deux matches à domicile de championnat britannique, avec l'Écosse battant l'Angleterre 1-0 le 15 mars devant 10 000 spectateurs et le Pays de Galles 4-1 devant 5 000 spectateurs le 29 mars.
Third Lanark étaient un des membres fondateurs de la Ligue écossaise de football en 1890, et le premier match de championnat a été joué à Cathkin Park le 23 août 1890, avec Dumbarton gagnant 3–1. À la fin de la saison 1890–91, il a accueilli un match de championnat entre Dumbarton et les Rangers, qui avaient terminé à égalité de points. À la suite d'un match nul 2–2 devant 10 000 spectateurs  les clubs ont reçu conjointement le titre de champion. Le terrain fut à nouveau utilisé pour les barrages le 20 mai 1896, lorsqu'un match eut lieu pour décider quel club finirait troisième et quatrième de la division deux; Renton battant Kilmarnock 2–1. 
Le nombre le plus élevé de spectateurs à un match de championnat est de 16 000 et a été établi le 19 août 1899 lors de la visite des Rangers, les visiteurs ayant remporté 5–1. Cela a été égalé pour un autre match contre les Rangers le 28 septembre 1901, cette fois le match se terminant 2–2.
À la fin de la saison 1902–03, le club quitta Cathkin Park pour s'installer sur un nouveau terrain. Queen's Park avait construit un nouveau stade pour remplacer leur terrain de Hampden Park, mais avait également nommé le nouveau stade Hampden Park. Third Lanark a repris l'ancien Hampden Park, le renommant New Cathkin Park, bien qu'il soit plus tard connu simplement sous le nom de Cathkin Park. Le dernier match de championnat de Third Lanark à l'ancien Cathkin Park a été joué le 4 avril 1903, le club perdant 1-0 contre Dundee. Cependant, le dernier match de championnat joué sur le terrain a été joué le 17 octobre 1903, lorsque Queen's Park l'a utilisé comme terrain de jeu pour leur match contre Partick Thistle (un match nul 1–1) car le New Hampden Park n'était pas encore prêt. Après l'ouverture de Hampden Park, Third Lanark l'a utilisé pendant une grande partie de la saison 1903–04, tandis que les travaux de construction étaient effectués à New Cathkin Park.
Le site de Cathkin Park a ensuite été utilisé pour des logements.